# Dante Leverock
Dante Leverock est un footballeur bermudien né le 11 avril 1992 à Hamilton. Il évolue au poste de défenseur central.

## Biographie
Durant l'hiver 2014-2015, Leverock s'entraîne avec le Blast de Baltimore avant de signer avec les City Islanders d'Harrisburg pour la saison 2015 de USL.
En juin 2019, il est retenu par le sélectionneur Kyle Lightbourne afin de participer à la Gold Cup organisée aux États-Unis, en Jamaïque et au Costa Rica.